# Leslie Gonzalez Gonzalez Alfonso
Leslie Gonzalez Gonzalez Alfonso, conocida como Leslie G., (18 de diciembre de 1982) es una escritora de literatura juvenil y fantasía cubana nacionalizada brasileña. Autora de la saga de fantasía Leyendas del Bosque Azul. Graduada de Ingeniería en Telecomunicaciones y Electrónica, también es accionista co-fundadora de Solinftec, donde dirige el departamento de Investigación y Desarrollo especializado en tecnologías disruptivas. Em 2017 fue responsable por la creación de Alice, Inteligencia Artificial dedicada a mejorar el rendimiento de la producción agrícola.

## Trayectoria
Escribió su primera novela, Soñar con Estrellas, en 2019. En ese mismo año, publicó La Princesa de Elsseria, primer título de la saga de fantasía Leyendas del Bosque Azul, finalista de los premios Best Seller 2020 de Caligrama.
Leyendas del Bosque Azul ha vendido una gran cantidad de libros y ha tenido una amplia repercusión en la crítica, posicionando a su autora entre las principales nuevas voces de la fantasía escrita en español. Su último volumen, La Maldición de Tonr, fue ganador del Sello Talento de la editora Caligrama, y en varias ocasiones ha quedado entre los más vendidos de su género en los rankings de ventas de Amazon.
En 2022, entra en la edición tradicional con Toromítico, sello editorial del grupo Almuzara, quien publica Erawol: La Última Leyenda, último volumen de la saga Leyendas del Bosque Azul.

## Estilo
Comenzó escribiendo ciencia ficción, con la novela Soñar con Estrellas, una distopía corta basada en un mundo postapocalíptico.
Luego, la saga Leyendas del Bosque Azul, consolidó su estilo en el género fantástico - juvenil.
La crítica describe su estilo como un lenguaje sencillo y fresco, que le da agilidad a la lectura y atrapa al lector desde las primeras líneas, transportándolo al mundo de fantasía creado por la autora. Sus argumentos están protagonizados por mujeres fuertes, paisajes de fantasía oscura, y toques de romance.

## Libros[11]
| # | Título                      | Año  | Editorial                  |
| - | --------------------------- | ---- | -------------------------- |
| 1 | Soñar con Estrellas         | 2019 | Caligrama                  |
| 2 | La Princesa de Elsseria     | 2019 | Caligrama                  |
| 3 | Los Dioses Alados de Ácatar | 2020 | Caligrama                  |
| 4 | La Maldición de Tonr        | 2021 | Caligrama                  |
| 5 | Erawol: La Última Leyenda   | 2022 | Toromítico. Grupo Almuzara |

## Leyendas del Bosque Azul
Leyendas del Bosque Azul es una saga de historias independientes que suceden en el mismo universo, un mundo fantástico con dos soles, bosques azules y criaturas mágicas. Está ambientado en un paisaje medieval con toques de fantasía oscura, donde existen diferentes razas y cada una posee un tipo de magia característico. 
Los libros pueden leerse en cualquier orden y son autoconclusivos.

## Distinciones
- La Princesa de Elsseria (finalista al Premio Caligrama en la categoría Best Seller, 2020)[14]
- La Maldición de Tonr  (ganadora del Sello Talento Caligrama, 2021)[12]
- La Maldición de Tonr  (recibe Mención especial Samarcanda en los Premios Caligrama, 2022)[15]
- Erawol: La Última Leyenda (ganadora de Premios La Puerta De los Libros Infinitos en las categorías de: Mejor Novela de Fantasía, Mejor portada, 2023)[16]